# Fernando Pérez Ollo
Fernando Pérez Ollo (Pamplona, 30 de mayo de 1939 - ibídem, 18 de octubre de 2011) fue un historiador, periodista y crítico musical español.

## Biografía
Tras estudiar en los Escolapios de Pamplona, Orendáin e Irache, el 28 de diciembre de 1963 comenzó a trabajar en Diario de Navarra. Estudió periodismo en la Universidad de Navarra (1965-1968) teniendo de compañeros de promoción a Jesús Ceberio Galardi, Ángel Arnedo, Justino Sinova o José Luis Orosa.
Durante los años 70, se encargaba de cubrir la información municipal junto con José Miguel Iriberri y Julio Martínez Torres.
Tras el atentado terrorista sobre José Javier Uranga, el 23 de agosto de 1980, fue el director en funciones del Diario de Navarra hasta que, tras una larga convalecencia, volvió Uranga a asumir la dirección (1980-1981).
Fue profesor de Redacción Periodística entre los años 1968 y 1983, primero en la Escuela de Periodismo y luego en la Facultad de Ciencias de la Información de la Universidad de Navarra.
Considerado uno de los mayores expertos en Baroja, se encargó de la edición de las Memorias de Pío Baroja para la Editorial Tusquets, así como de la edición del manuscrito inédito de este autor titulado "La Guerra Civil en la Frontera" a cargo de la Editorial Caro Raggio.
Entre 1974-1983 fue presidente de la Asociación de la Prensa de Pamplona. En 1985 fue nombrado miembro del primer Consejo Navarro de Cultura.
Detectada su enfermedad mortal en Semana Santa de 2011 falleció unos meses después en Pamplona. Miembro de la Junta de la Casa de Misericordia y de su comisión taurina, era también padre de tres hijos.

## Obras
Entre su extensa obra literaria cabe destacar sus libros sobre Navarra y sobre Navarros ilustres, tales como:
- 1973: Miguel Astrain. El Vals y el "Riau-Riau". ISBN 978-8485112104.
- 1980: Gran Enciclopedia Navarra. Dirección literaria y coordinación de la obra.[1][5]
- 1980: Sarasate. Navarra. Temas de Cultura Popular, número 40. ISBN 978-84-235-0211-0.
- 1981: Navarra: paseos naturalísticos. Pamplona, Caja de Ahorros de Navarra. ISBN 84-500-4043-4. Junto con Jesús Elósegui y Pío Guerendiáin. Disponible en línea en BiNaDi.
- 1982: Navarra, naturaleza y paisaje. Pamplona. Caja de Ahorros de Navarra. ISBN 84-500-8090-8. Junto con Jesús Elósegui. Disponible en línea en BiNaDi.
- 1983: Ermitas de Navarra. Caja de Ahorros de Navarra. Pamplona. ISBN 84-7231-851-6. Disponible en línea en BiNaDi.
- 2003: Lugares, ermitas y personajes. Ediciones y Libros. Pamplona. ISBN 84-96197-06-9.

También cabe destacar su libro «La plaza de toros de Pamplona (1922-1977) : notas para la historia de una feria» (1997) considerado el mejor libro sobre la historia de la Plaza de Toros Monumental de Pamplona, y en el que se puede observar cómo han evolucionado los Sanfermines a lo largo del siglo XX.
Entre otras obras donde colabora merecen mención destacada algunas como:
- 2007: Joanes Leizarraga, vida y obra. Pamplona, Caja de Ahorros de Navarra. ISBN 978-84-96506-19-3. Junto con Xabier Kintana, Henrike Knörr y Txomin Peillen Karrikaburu.